# Доисторическая Корея
Доисторический период в истории Кореи охватывает время до появления первых письменных источников на Корейском полуострове.

## Геологическая предыстория
Древнейшие горы на территории Кореи относятся к докембрию. В это время возникла горная система Йончхон, расположенная в окрестностях Сеула и простирающаяся на северо-восток до уезда Йончхон. Делится на верхнюю и нижнюю части и образована из сланца, мрамора, кварцита, полевого шпата, гнейса и ряда других пород.
В эпоху мезозоя на Корейском полуострове происходили активные тектонические процессы, формировались многие горные массивы, формирование которых постепенно завершилось в кайнозое. Среди крупных мезозойских формаций — Кёнсанская супергруппа, расположенная в большей части исторической провинции Кёнсандо (ныне провинции Кёнсан-Пукто и Кёнсан-Намдо).

## Доисторические периоды

### Палеолит
Наиболее раннее появление гоминид (Homo erectus) на Корейском полуострове датируется около 500 тыс. лет до н. э. Ли Сонбок и Кларк (Yi and Clark) с некоторым скептицизмом относят появление первых гоминид к верхнему палеолиту.
При раскопках Сокчанни (Seokjang-ri), археологического памятника близ Конджу в провинции Чхунчхон-Намдо, в нижних слоях были обнаружены артефакты, сходные с европейскими орудиями эпохи нижнего палеолита, в том числе бифасиальные отщепы. Среди находок более поздних палеолитических слоёв представлены рубила и каменные ножи для съёмки шкур.
В Сокчанни и в ряде других стоянок, расположенных близ рек, обнаружены каменные орудия из мелкозернистого камня — кварцита, порфира, обсидиана и кремнёвого сланца, напоминающие ашельские, мустьерские и леваллуазские орудия Европы. Каменные ножи имели простую форму и были выполнены из кварца и пегматита. Судя по находкам из средних слоёв Сокчанни, люди в ту эпоху охотились при помощи бола или пращи.
Следы обитания гоминид среднего палеолита в пещерах обнаружены в Чоммаль близ Чечхона и в Турубоне (Durubong) близ Чхонджу. В этих двух пещерах также обнаружены ископаемые остатки вымерших в Корее животных — шерстистого носорога, пещерного медведя, бурого медведя, гиены и многочисленных оленей (Pseudaxi gray var.).
При раскопках пещеры Чоммаль (Jeommal Cave) было обнаружено орудие, предположительно для охоты, сделанное из лучевой кости гоминида, а также орудия для охоты и приготовления пищи из костей животных и раковины моллюсков, употреблявшихся в пищу.
Зубы из Токчхона (Dokchon Soongnisan cave) в Северной Корее датируются возрастом 70-130 тыс. л. н. Видовая принадлежность — Homo neanderthalensis.
Появление современного человека (верхний палеолит), по радиоуглеродным данным, датируется около 40 000 — 30 000 лет назад. Комплексы микропластинчатой техники со стоянок Синбук (Sinbuk) и Чанхынни  (Jangheung-ri) в Южной Корее являются одними из самых ранних свидетельств появления микропластинчатой техники в Восточной Азии — для них получены калиброванные даты 25 700 — 24 900 лет назад.

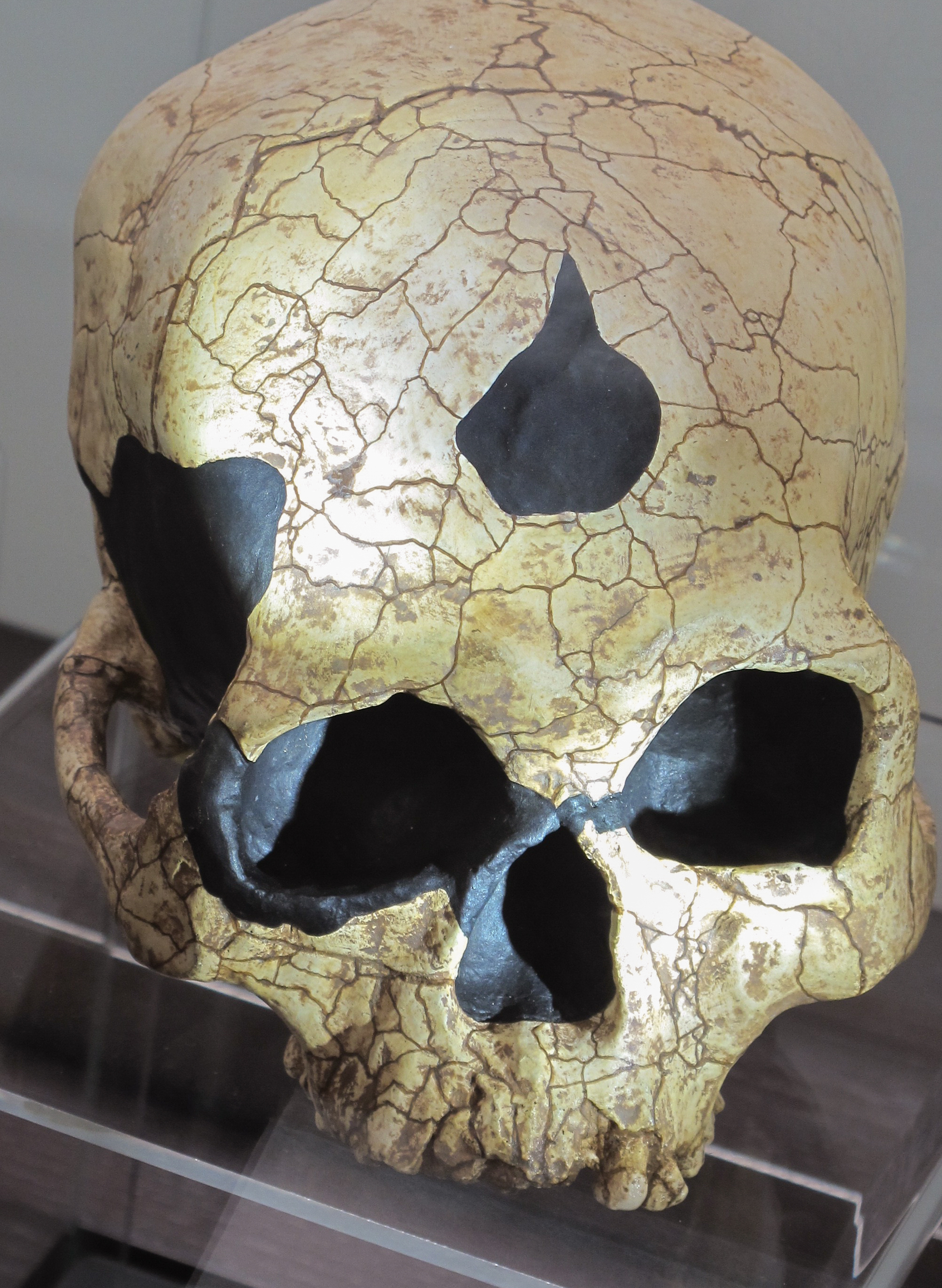
Череп Homo sapiens Ryonggok 1

В пещере Рёнгок (Ryonggok Cave) в Северной Корее несколько черепов с наличием архаичных характеристик принадлежат, по-видимому, к Homo sapiens. Человеческие останки из пещеры Кумчон (Kumchon Cave) в Северной Корее включают одну нижнюю челюсть, один зуб, пять позвонков и датируются возрастом около 30 тыс. лет.
Следы сапиенса обнаружены и в Сокчанни I: по сообщениям археологов, они обнаружили образцы человеческих волос, характерные для монголоидной расы, вместе с лимонитным и марганцевым красителями у очага и каменными фигурками животных, таких, как собака, черепаха и медведь. Находки датируются радиоуглеродным методом около 20 000 лет назад. На стенах пещеры в Пангудэ обнаружены гравированные изображения диких животных.
Жители Корейского полуострова эпохи палеолита умели строить жилища, покрытые шкурами животных для защиты от ветра. Семьи обычно состояли примерно из десятка человек.

### Мезолит
Палеолит на территории Кореи заканчивается с появлением керамики около 8000 г. до н. э. Длительное время считалось, что в эпоху мезолита Корея была необитаемой, однако недавние находки микролитов опровергли это предположение.

### Период керамики Юнгимун

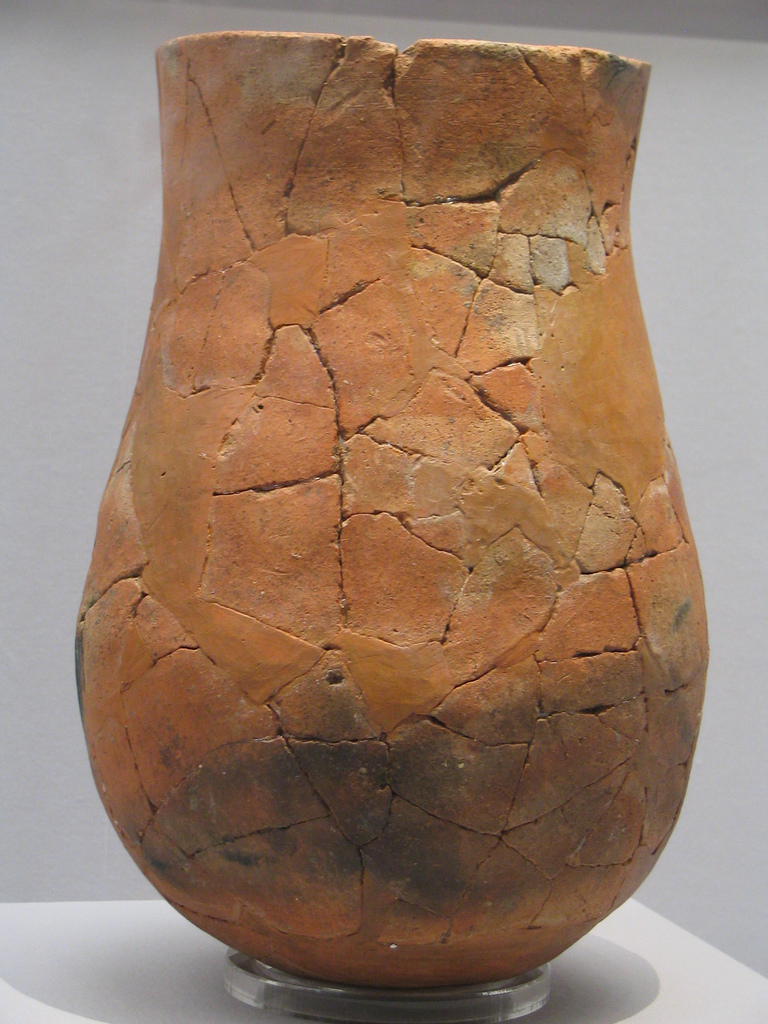
Сосуд времён неолита в Корейском национальном музее

Наиболее ранняя керамика на территории Кореи, известная как керамика «юнгимун» (кор. 융기문토기), датируется около 8000 г. до н. э. или даже ранее. Образцы данной керамики обнаружены во многих местах на Корейском полуострове. Примерами стоянок периода Юнгимун являются Косанни на острове Чеджудо и Убонни в Ульсане. Для Косанни получена калиброванная дата 9600 лет назад.

### Период керамики Чыльмун

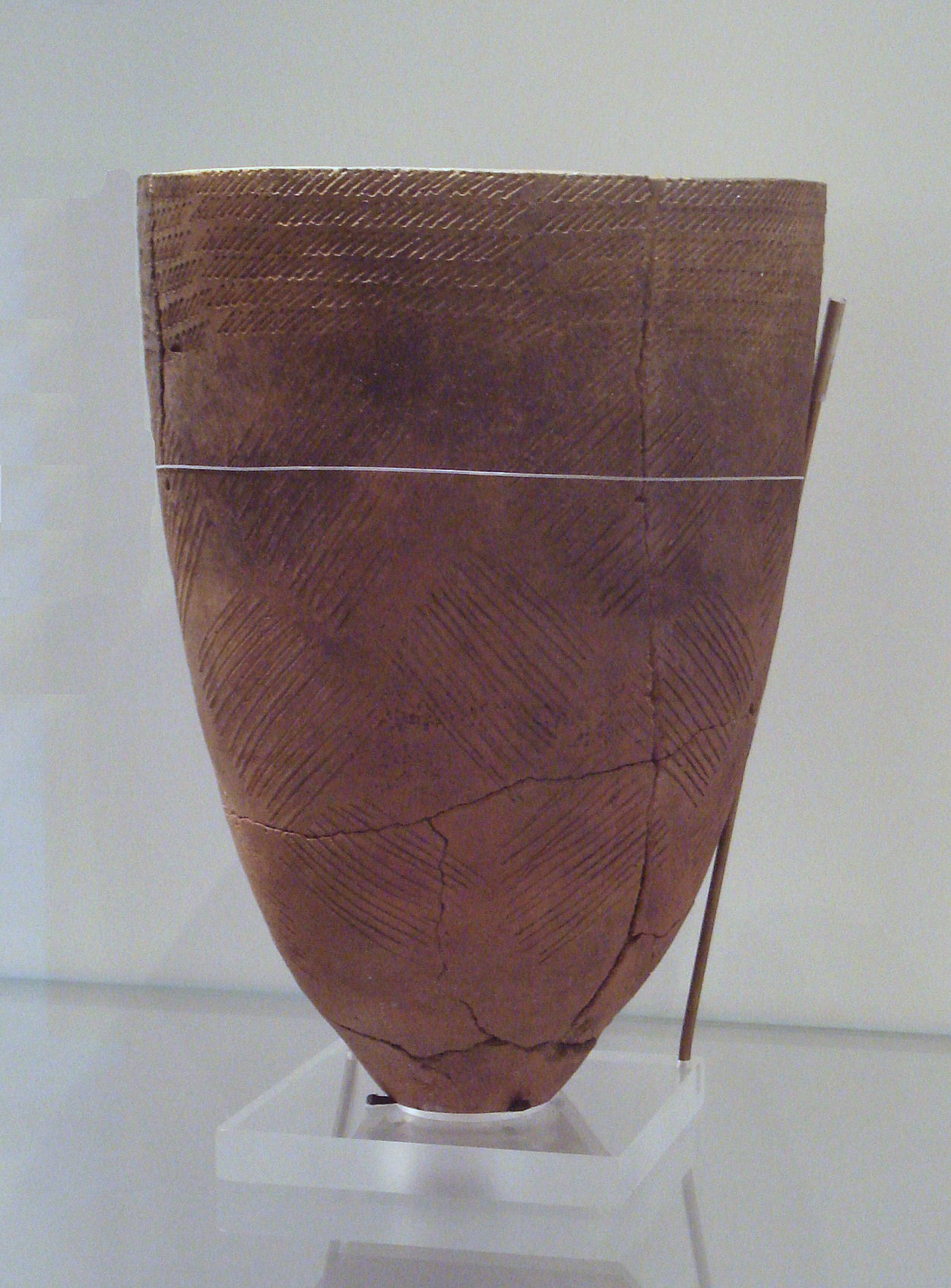
Керамический сосуд, характерный для стиля Чыльмун, с гребенчатым орнаментом по всей поверхности. Около 4000 г. до н. э., Амсадон, Сеул. Британский музей.

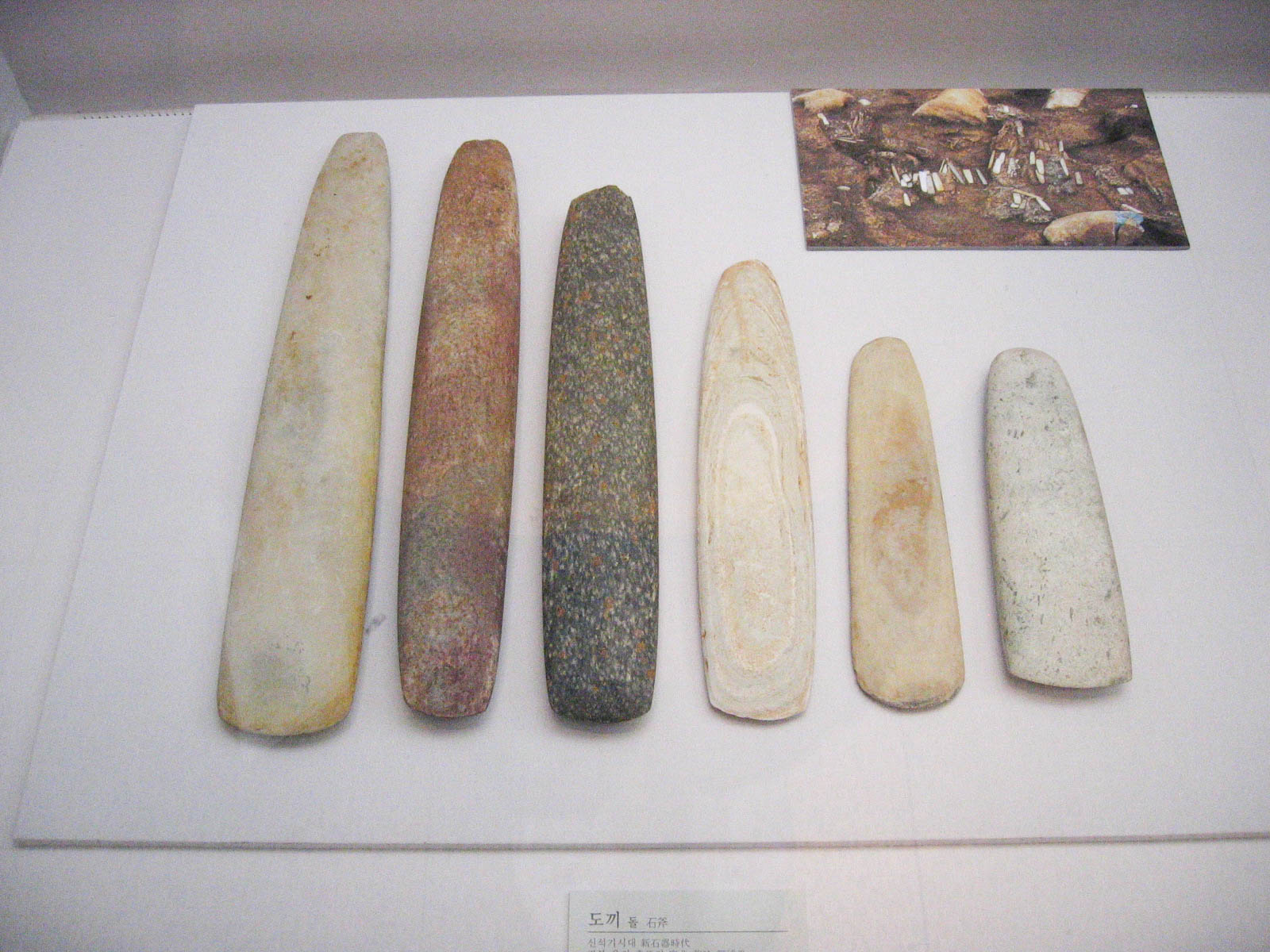
Неолитические топоры с территории Кореи

Керамика Чыльмун (кор. 즐문토기), или керамика с гребенчатым орнаментом, впервые появляется после 7000 г. до н. э., а сосуды с таким орнаментом по всей поверхности часто встречаются в западно-центральной части Кореи и датируются 3500-2000 гг. до н. э. Тогда же возникает большое количество поселений, таких, как раскопанные археологами в Амсадон (Amsa-dong) и Чхитамни (Chitam-ni).
Чыльмунская керамика по своим основным характеристикам весьма сходна с относящимися к тому же периоду дзёмонской керамикой в Японии, керамикой Приморского края России, Монголии, бассейнов реки Амур и Сунгари (Маньчжурия).
Люди Чыльмунского периода вели натуральное хозяйство, основанное на охоте, собирательстве, мелкомасштабной культивации дикорастущих растений. Именно в период Чыльмун на Корейский полуостров из Азии проникает культивация проса и риса.

### Период керамики Мумун

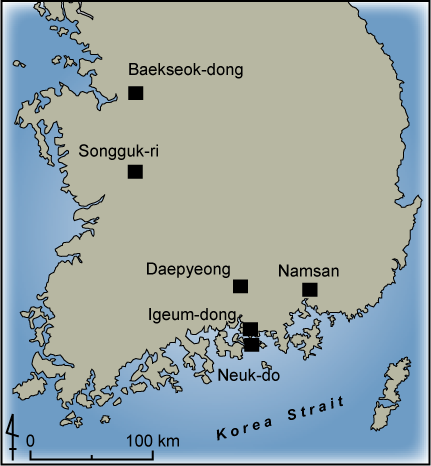
Поселения Мумунского периода, упоминаемые в статье.

Земледельческие общины и наиболее ранние формы сложных социально-политических структур возникают в период керамики Мумун (около 1500—300 гг. до н. э.). В раннемумунский период (1500—850 гг. до н. э.) обитатели юга Кореи освоили интенсивное земледелие — как сухих полей, так и заливное с культивацией самых разнообразных культур. Первые вождества возникли в среднемумунский период (850—550 гг. до н. э.), а первые пышные погребения элиты относятся к позднему Мумунскому периоду (около 550—300 гг. до н. э.). Производство бронзы началось в среднемумунский период и стало играть всё более важную роль в церемониалах и политической практике Мумунского общества после 700 г. до н. э.
Именно в период Мумунской керамики впервые начался рост поселений, они достигают крупного размера, а затем приходят в упадок: среди известных примеров таких поселений можно назвать Сонгунни (Songgung-ni), Тэпхён (Daepyeong) и Игымдон (Igeum-dong). В конце мумунского периода, около 300 г. до н. э., ширится торговля на дальние расстояния, растут локальные конфликты, появляется бронзовая и железная металлургия.
Также к Мумунскому периоду относится появление корейских дольменов, численность которых составляла ок. 80000 к началу корейской войны, а в настоящее время — не менее 30 000.

### Протоисторический период
После 300 г. до н. э. начинается протоисторический период, события которого с относительной достоверностью известны из ряда документальных источников, таких, как Самгук саги и др. Этот период продолжался примерно до 300—400 гг. н. э., когда возникли Три корейских государства, чётко опознаваемые в археологических памятниках и артефактах.

## Интерпретация археологических открытий

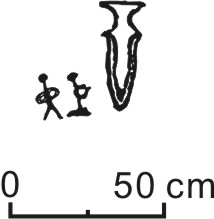
Изображения кинжала (справа) и двух человеческих фигур, одна из которых стоит на коленях (слева). Рисунки вырезаны на камне свода мегалитической гробницы № 5, Олимдон (Orim-dong), Йосу.

Древние тексты — такие, как Самгук саги, Самгук юса, Хоу Ханьшу и ряд других иногда используются как опора для интерпретации ряда моментов в доисторической эпохе Кореи. Согласно распространённому мифу, основатель корейского государства Тангун родился в 2333 гг. до н. э. Многие работы корейских историков 20 в. были посвящены интерпретации письменных источников, повествующих о древних государствах Кочосон (2333—108 гг. до н. э.), Чосон Киджа (323—194 гг. до н. э.), Чосон Вимана (194—108 гг. до н. э.) и других, также упоминаемых в хрониках.
С середины 1950-х гг. как в КНДР, так и в Южной Корее предпринимались многочисленные раскопки, однако до настоящего времени ещё не открыты прямые археологические свидетельства указанных выше событий. В начале 1990-х гг. северокорейские власти объявили об открытии захоронения Тангуна. Ещё раньше под Пхеньяном был сооружён мемориальный комплекс «Гробница Тангуна», где проводятся праздничные мероприятия.
Археологи и историки за пределами КНДР в целом скептически отнеслись к методам датировки «гробницы тангуна», тем более, что власти КНДР не допустили туда независимых исследователей. Кроме того, отнесение столь крупной гробницы ко временам до 2000 г. до н. э. выглядит особенно странным в свете того, что прочие археологические памятники той эпохи представляют собой небольшие изолированные поселения и временные стоянки с кучами пищевых отходов (раковин моллюсков).

### Корректность трёхчленной периодизации
Корейские историки для периодизации доисторической эпохи вплоть до 1990-х гг. использовали только принятую в Европе систему трёх периодов доисторического общества: каменный век, бронзовый век, железный век. Система была внедрена в корейскую историческую науку после окончания японской колонизации (с 1945 г.) в противовес утверждениям японских археологов того времени, утверждавших, что Корея, в отличие от Японии, якобы не имела бронзового века.
Проблема данной системы состоит в том, что она разрабатывалась европейскими археологами конца 19 в. без учёта восточных, и, в частности, корейских реалий. Возникновение технологических и культурных достижений, характерных для каждого из этапов, происходило в Европе и Азии не синхронно. К примеру, до недавнего времени корейские археологи считали, что неолит начался в Корее около 8000 г. до н. э. и продолжался до 1500 г. до н. э., несмотря на тот факт, что согласно палеоботаническим исследованиям, впервые культивация растений в Корее началась не ранее 3500 г. до н. э. Далее, среди корейских археологов было принято считать, что бронзовый век в Корее начался около 1500—1000 гг. до н. э. и продолжался примерно до 300 г. до н. э., что также спорно, поскольку на юге Корейского полуострова технология обработки бронзы вошла в употребление около 700 г. до н. э., а массовое использование бронзовых предметов началось лишь после 400 г. до н. э.
В настоящее время часть корейских историков по-прежнему придерживается старой схемы из трёх периодов, часть перешла на новую периодизацию по типам керамики, то есть периоды керамики Чыльмун и Мумун.